# Giovanni (sovrano)
Giovanni conosciuto anche come Giovanni il Tiranno o come Stotzas il Giovane (in greco Ἰωάννης?, Iōannēs, in latino Stutias Iunior; ... – 546) è stato un sovrano berbero, re del regno Mauro-Romano dal 545 al 546.
Per via del nome, anch'egli come il predecessore Stotzas, aveva origine romana.

## Biografia
Dopo la sconfitta di Stotzas, Giovanni fu scelto come comandante dai ribelli di origine romana e berbera. Supportò il tentativo di ristabilire il dominio vandalo del dux Numidiae Gontarito, che nella primavera del 546 conquistò la provincia dell'Africa proconsolare e fu accusato di aver ucciso nell'operazione il magister militium Areobindo. Quando Gontarito iniziò a consolidare il suo regime con purghe ed esecuzioni di massa, lo strategos Artabane lo fece uccidere. Giovanni, che si era rifugiato in una chiesa, fu arrestato dallo strategos e mandato in catene a Costantinopoli, dove fu probabilmente crocifisso.